# القانون العام 280
القانون العام 280 هو قانون فيدرالي في الولايات المتحدة يؤسس "طريقة يمكن للولايات بموجبها أن تتولى الولاية القضائية على الهنود المحميين"، كما هو مذكور في قضية مكلاناهان ضد لجنة ضرائب ولاية أريزونا (1973).
نص القانون على نقل سلطة إنفاذ القانون الفيدرالية داخل بعض الجماعات القبلية إلى حكومات الولايات في ست ولايات: كاليفورنيا، مينيسوتا (باستثناء ريد ليك نيشن)، نبراسكا، أوريغون (باستثناء محمية الينابيع الدافئة)، ويسكونسن (فيما بعد مينوميني الهندي)، وألاسكا. سُمح للولايات الأخرى بانتخاب عمليات نقل مماثلة للسلطة إذا أعطت القبائل الهندية المعنية موافقتها. منذ ذلك الحين تولت أريزونا وفلوريدا وأيداهو وأيوا ومونتانا ونيفادا ونورث داكوتا وساوث داكوتا ويوتا وواشنطن بعض الاختصاصات القضائية على الجرائم التي يرتكبها أفراد القبائل على الأراضي القبلية.
أضاف القانون إلى مصفوفة معقدة من الصراع القضائي الذي حدد الحكم القبلي في نهاية القرن العشرين. في ولايات مختلفة تعد الشرطة المحلية والشرطة القبلية وشرطة مكتب الشؤون الهندية، ومكتب التحقيقات الفيدرالي، أذرع نظام إنفاذ القانون الذي ينفذ قوانين القبائل والولايات والحكومة الفيدرالية. كما أضاف القانون أنه لا يجوز للقبيلة محاكمة غير المواطنين، حتى عندما تحدث جريمة في الأراضي المحمية.
بموجب القانون تأخذ الولايات والعُمد المحليون ووكالات إنفاذ القانون بالولاية أعضاء القبائل إلى محاكم الولاية لمقاضاتهم في القضايا الناشئة عن مسائل جنائية داخل حدود المحميات. لكن معظم الحكومات القبلية والبويبلو قد تبنوا أيضًا قوانينهم الخاصة، وأداروا أنظمة المحاكم للفصل في انتهاكات القانون.
في الولايات التي لم يتم فيها تطبيق القانون تستجيب شرطة مكتب الشؤون الهندية للجرائم الكبرى المتعلقة بالتحفظات أو البويبلوس. يشارك مكتب التحقيقات الفدرالي في التحقيقات في أخطر الأمور الجنائية مثل القتل أو الاختطاف. في تلك الولايات عندما تنشأ الادعاءات ضد أفراد القبائل عن جرائم مدرجة في تحفظ، يستشهد المدعي العام للولايات المتحدة بانتهاكات قانون الولايات المتحدة في محكمة محلية بالولايات المتحدة. كما تقوم الشرطة القبلية والشرطة الشعبية بفرض القوانين المحلية في الولايات.